# Lotto
A Lotto, hivatalos megnevezésével Lotto Sport Italia S.p.A. egy olasz vállalat, mely lábbeliket és ruházati termékeket gyárt különböző sportok valamint szabadidős tevékenységek számára. Az 1973-ban alapított cég központja a Treviso megyei Trevignanóban van és az évtizedek alatt nemzetközileg ismert sportszergyártóvá vált. A márkái közé tartozik a Lotto, a Lotto Legenda, a Lotto Works és a Mya.

## Története

### A Caberlotto fivérek
A Lottót három Caberlotto-fivér, Giovanni, Sergio és Alberto alapította, akik családja egyike volt a nagymúltú cipészfamíliáknak, mely 1993-ban a Treviso labdarúgócsapatát is megszerezte. A kettős rombusz logójú márka a nevét a Caberlotto családnév második feléből kapta, míg a családnév első felét (Caber) a testvérek a műanyag síbakancsokat gyártó cégüknek adták. Ez később az amerikai Spalding tulajdonába került. A Lotto eredetileg teniszcipők készítésével foglalkozott, ami a fő terméke volt az 1970-es években. Ezt követően gyártani kezdett lábbeliket, öltözékeket és kiegészítőket más sportok számára is, mint például a röplabda, az atlétika és a labdarúgás és a kosárlabda, mely utóbbiban az 1979-ben és 1980-ban bajnokságot nyerő Virtus Bologna csapatát szponzorálta.
Különösképpen a labdarúgás vált fontossá az 1980-as évektől a szponzorációk miatt. A Lotto legismertebb szponzoráltjai Dino Zoff és Ruud Gullit voltak ekkoriban. Ez az évtized az az időszak, amelyikben sokkal érzékenyebb módon kezdték kínálni eladásra a termékeket külföldön, ez a folyamat pedig idővel egyre inkább erősödött. Ezenfelül az atlétikában a Lotto olyan olimpiai bajnokokat támogatott, mint Said Aouita és Alessandro Andrei, akik 1984-ben a Los Angeles-i olimpián szereztek aranyérmet. A kilencvenes években kötött szerződést a Lotto az AC Milannal és a holland nemzeti csapattal, amiket a kétezres években a Juventusszal és Luca Tonival kötöttek követtek. A teniszben ugyanezen időszakban a trevisói márka Boris Beckert és Martina Navrátilovát látta el felszerelésekkel.

### Az Andrea Tomattal való kapcsolat

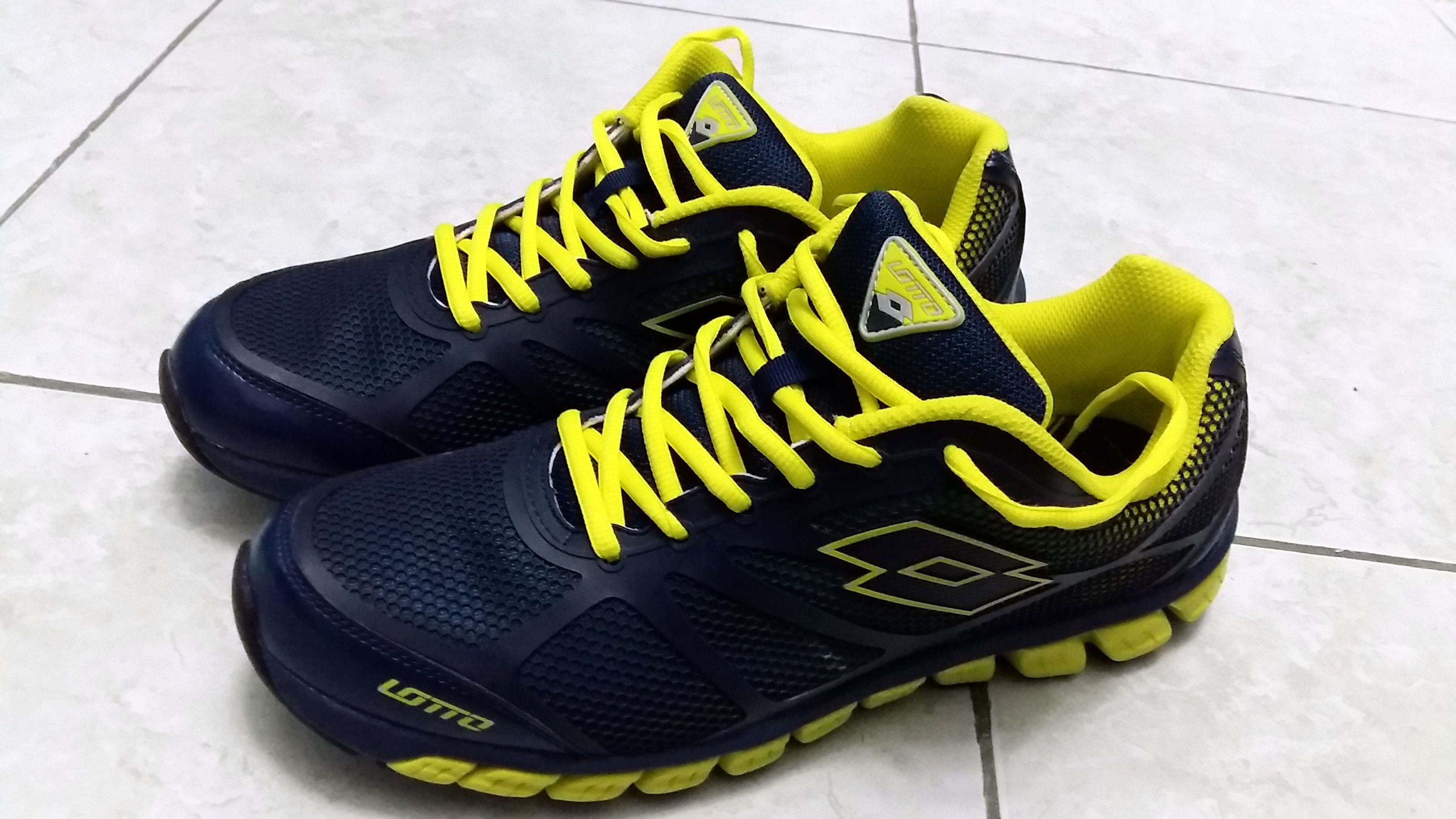
Lotto X-Ride futócipő

Az 1990-es évek végén, miután a három alapító közül ketten már elhunytak, a társaság a nehéz anyagi helyzete miatt közel volt egy vállalati önkéntes megállapodás megkötéséhez, majd 1999 júniusában egy „management buy out” révén már a sportszektorban járatos befektetők mentették meg. Az egyezség Andrea Tomat vezetésével köttetett meg, aki a Stonefly-nál állt alkalmazásban, de korábban a Lottónál is. A befektetőtársai Adriano Sartor (Stonefly), Roberto Danieli (Diadora, mielőtt az az Invictához került volna), Franco Vaccari (korábban Nordica, majd Dolomite),  Giancarlo Zanatta  (Tecnica), Gianni Lorenzato voltak. Tomat és a barátai kisegítették az Invictával (Diadora) rivalizáló társaságot és átkeresztelték Lotto Sport Italia S.p.A.-ra.
Az 1957-es születésű, korábban a trevisói iparosok, majd Confindustria Veneto elnökeként tevékenykedő Tomat a teniszt és a labdarúgást helyezte előtérbe, a cipő- és ruhagyártás kb. 90%-át a Távol-Keletre szervezte ki, olyan logisztikai rendszert hozott létre, melyben Hongkong elosztóközpontként funkcionál és erőteljesen a kutatásba fektetett be. A 2006-os világbajnokság idején hozta ki a cég "Zhero Gravity" modelljét, mely az első cipőfűző nélküli sportcipő volt. A rá következő évben állt elő a "SynPulse" teniszcipővel, mely sokkelnyelő képességgel bírt és ezt energiává volt képes átalakítani.

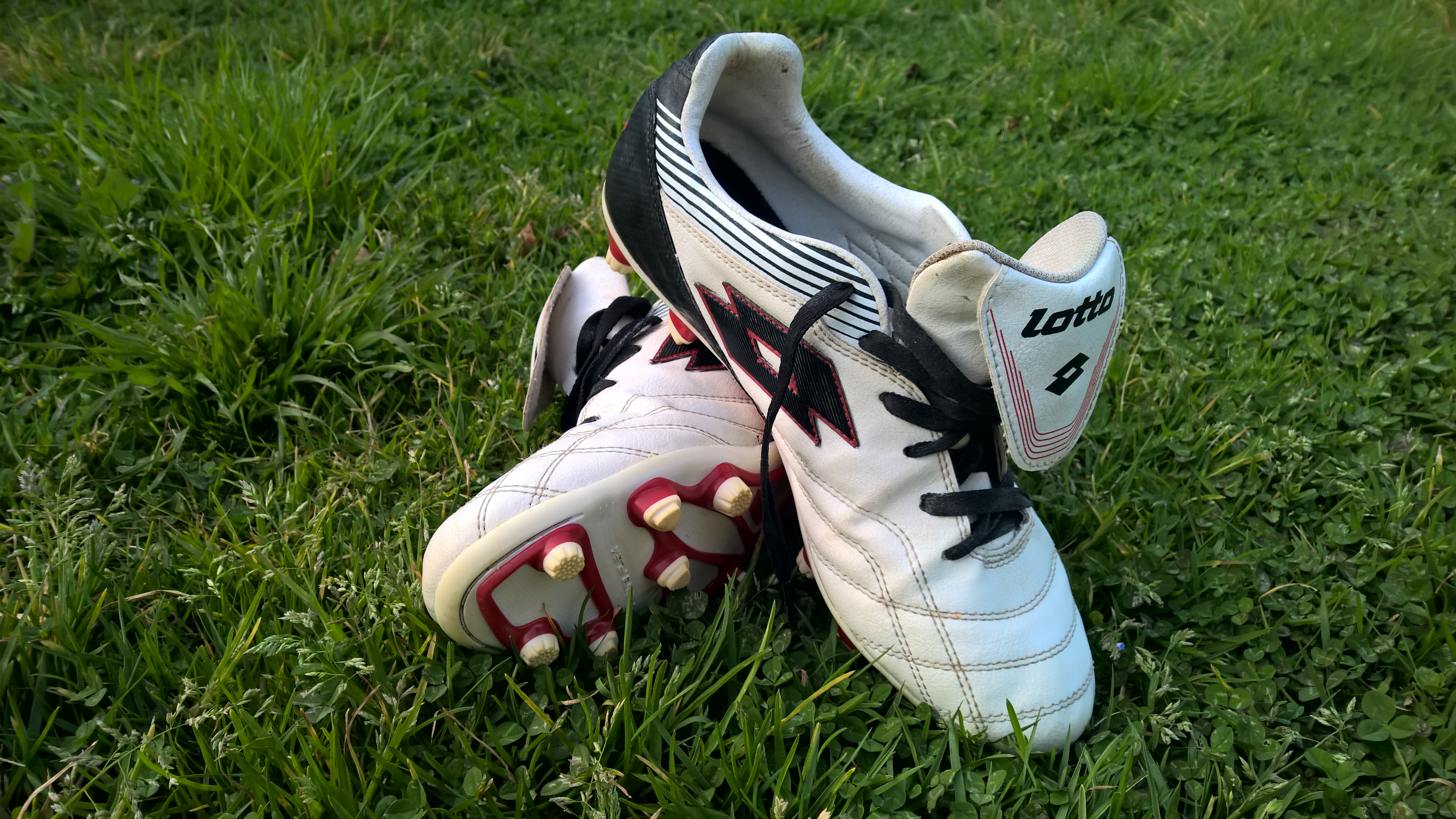
Lotto labdarúgócipő

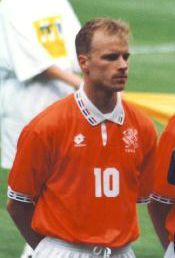
Dennis Bergkamp az 1996-os kontinenstornán

### A Lotto és a Stonefly
Közben a tőzsdén valamelyest visszaesett a vállalat értéke. 2003-ban kilépett belőle Danieli, 2005-ben Vaccari és Zanatta. 2007-ben a Lotto Sport Italia megszerezte az amerikai Etonic márkát, mely a futás, a golf és a bowling sportokban volt aktív. 2016 végén egy gazdaságilag sikertelen időszakot zárt le a cég, miután először 2015-ben tudott ismét hasznot (kb. egy millió eurót) termelni, megkezdte a banki kölcsönök törlesztését és hivatalosan is egyesítette a 2016-ban 280 milliós bevételre szert tevő Lottót és a 80 milliós bevételű Stoneflyt. A két vállalat között nem fúzió jött létre, mivel megmaradt a két külön márka és jogilag is különállóak maradtak, viszont egy sor funkciójukat optimalizálták. A 114 országban terjesztett Lottóhoz a sport és a divattermékek tartoztak, míg a Stonefly-hoz a városi viselet és a komfortos ruházat.
2017-ben a Lotto árfolyama ismét visszaesett. A korábbi alelnök, Lorenzato elhagyta a céget, így a cég teljes egészében Tomat és Sartor tulajdonába került. Augusztus 2-án a cég még 12%-át birtokló Lorenzato a trevisói bíróság kötelező érvényű ítéletét kapta kézhez, aminek értelmében a volt üzlettársai 3 millió eurót meghaladó értékben foglaltak le a részvényeiből a részvényesi megállapodás megsértése miatt. Az üzlettársak között háború robbant ki: szeptemberben Lorenzato csődeljárást kért a csoportot tulajdonló Futura 5760 srl pénzügyi holding ellen. 2018 novemberében a trevisói bíróság megállapította a csődhelyzetet, míg Tomat megbízta az ügyvédjeit, hogy ennek ellentétjét bizonyítsák be. Végül visszavonták a Futura 5760 srl csődjét a velencei fellebbviteli bíróságon és a két peres fél készen állt megegyezni egy tranzakcióról, melynek során Lorenzato összes kiegyenlítetlen jogi követelését rendezik a részvényeinek Tomatnak való eladásával. Két évvel később született meg az egyezség, mikor az amerikai WHP pénzügyi alap megszerezte a Lotto Sport Italiához kapcsolódó jogokat.

## Szponzorációk
A Lotto két éves távollét után az AC Monza feljutásával szponzorál ismét Serie A-ban játszó csapatot a 2022-2023-as szezontól. A lombardiai csapatnak ez az volt első szezonja az olasz élvonalban.

## Gazdasági adatok
2016-ban a csoport 93,4 millió eurós bevételt ért el, a vesztesége 726 000 euró volt. 2017-ben a Lotto forgalma 114 millió euró volt és 2 millió eurós profittal zárt. Az adósságai 86 millió eurót tettek ki ebben az évben.

## Fordítás
- Ez a szócikk részben vagy egészben  a   Lotto Sport Italia című olasz Wikipédia-szócikk ezen változatának fordításán alapul.  Az eredeti cikk szerkesztőit annak laptörténete sorolja fel. Ez a jelzés csupán a megfogalmazás eredetét és a szerzői jogokat jelzi, nem szolgál a cikkben szereplő információk forrásmegjelöléseként.